# Holmesjön, Värmland
Holmesjön är en sjö i Årjängs kommun i Värmland och ingår i Göta älvs huvudavrinningsområde. Sjön är 5 meter djup, har en yta på 0,19 kvadratkilometer och är belägen 142,6 meter över havet. Sjön avvattnas av vattendraget Torpedalsälven.

## Delavrinningsområde
Holmesjön ingår i det delavrinningsområde (662032-127167) som SMHI kallar för Utloppet av Kroksjön. Medelhöjden är 216 meter över havet och ytan är 55,41 kvadratkilometer. Det finns inga avrinningsområden uppströms utan avrinningsområdet är högsta punkten. Torpedalsälven som avvattnar avrinningsområdet har biflödesordning 3, vilket innebär att vattnet flödar genom totalt 3 vattendrag innan det når havet efter 273 kilometer. Avrinningsområdet består mestadels av skog (82 procent). Avrinningsområdet har 3,97 kvadratkilometer vattenytor vilket ger det en sjöprocent på 7,2 procent.